# Вайнанс, Марио
Марио Менделл Вайнанс (урож. Браун; англ. Brown) (англ. Mario Mendell Winans; род. 29 августа 1974 года, Оранджбург, Южная Каролина, США) — американский певец, автор песен и музыкальный продюсер из Южной Каролины. Родственник семьи Вайнанс, наиболее известен своим синглом 2004 года «I Don’t Wanna Know» (при участии Энии и P. Diddy), который достиг второго места в чарте Billboard Hot 100.
До этого, в начале 1990-х, Вайнанс подписал контракт с лейблом Rowdy Records из Далласа, Остин, в качестве штатного продюсера и получил свою первую серьёзную известность за работу над одноимённым вторым альбомом Ар Келли (1995) и альбомом Straight from My Heart певицы Pebbles (1995). В качестве записывающегося артиста он подписал контракт с Motown и выпустил свой дебютный студийный альбом Story of My Heart (1997), который оказался коммерчески провальным. В следующем году он принял участие в записи сингла Diddy 1998 года «Come with Me», а затем работал штатным продюсером в его продюсерской команде The Hitmen, лейбле Bad Boy Records. Продолжая получать признание за коммерчески успешные релизы, он привлёк к себе внимание публики своим гостевым выступлением на сингле Diddy 2000 года «Best Friend», а также на его сингле 2002 года «I Need a Girl (Part Two)». Оба сингла вошли в чарт Billboard Hot 100, последний достиг четвёртой позиции. После этого Вайнанс подписал контракт с Bad Boy, импринтом Universal Records, в качестве сольного исполнителя. Более того, «I Don’t Wanna Know» стала ведущим синглом его дебютного студийного альбома Hurt No More (2004), который достиг второй позиции в Billboard 200. В следующем году он стал соавтором песни Си-Си Вайнанс «Pray», которая выиграла премию «Грэмми» в номинации «Лучшее госпел/современное христианское музыкальное исполнение».
Записи Вайнанса сопровождают его карьеру в области продюсирования и написания песен, благодаря чему он участвовал в релизах для таких артистов, как The Weeknd, Канье Уэст, The Notorious B.I.G., Ice Spice, Lil’ Kim, Destiny’s Child, Дженнифер Лопес, Pusha T, Баста Раймс и Трей Сонгз, а также других.

## Карьера

### Hurt No More(2001—2005)
Марио Вайнанс записал свой второй альбом «Hurt No More» в 2001, 2002 и 2003 годах, в перерывах между работой с другими артистами. Альбом основан на историях любви и предательства.
Первый сингл «I Don’t Wanna Know» был основан на сэмпле из хита The Fugees 1996 года «Ready or Not», который, в свою очередь, был основан на замедленном сэмпле инструментального трека «Boadicea» Энии с её одноименного альбома 1987 года. Эния и её представители согласились с Вайнансом и P. Diddy на одобрение сэмпла. Она даже перезаписала Boadicea для песни, хотя Вайнанс понятия не имел, что сэмпл Fugees, который он использовал, сам был сэмплом. Они даже упомянули саму Энию как «Mario Winans featuring P. Diddy and Enya». В песне присутствует рэп P. Diddy. Песня была выпущена как сингл в начале 2004 года и стала мировым хитом, достигнув первого места в Германии и Великобритании, а также войдя в ритмический топ-40 радиочартов в США; Сингл достиг 2-го места в Billboard Hot 100 и американском чарте R&B/Hip-Hop Singles; а также 3-го места в австралийском и норвежском чартах синглов. Он также вошёл в десятку лучших в европейском комбинированном чарте синглов.
Hurt No More был выпущен 20 апреля 2004 года в США и к началу июня 2004 года достиг 1-го места в чарте Billboard R&B/Hip-Hop Albums, 2-го места в Billboard 200 и 3-го места в UK Albums Chart.
Второй сингл с альбома, «Never Really Was», использовал в качестве фоновой музыки сэмпл оркестрового начала хита Мадонны 1986 года «Papa Don’t Preach». Однако песня не попала в чарты в Северной Америке. Ремикс-версия была выпущена в виде сингла при участии рэпера Лил Флипа.
Песня «This Is the Thanks I Get» была заявлена как третий и последний сингл с альбома, но официальный релиз так и не был назначен. Песня достигла пика в чарте Billboard Bubbling Under R&B на 12-м месте.

## Дискография
Студийные альбомы
- Story of My Heart (1997)
- Hurt No More (2004)

## Награды и номинации
- Грэмми
  - 2005, Лучший современный R&B-альбом: Hurt No More (номинация)

- Грэмми
  - 2016, Лучшая рэп-песня: «All Day» (Номинация; как автор/сопродюсер)

- Премия NAACP Image
  - 2005, Выдающийся новый артист (номинация)

- MOBO Awards
  - 2004, Лучшая песня: «I Don’t Wanna Know» (Номинация)
  - 2004, Лучший рингтон: «I Don’t Wanna Know» (Победитель)

- Vibe Awards
  - 2004, R&B-песня года: «I Don’t Wanna Know» (номинация)

## Фильмография
- Майк Джонс — Американская мечта (2007)